# Naciye Suman
Naciye Suman oder Madame Naciye (gelegentlich auch Naciye Hanım, * 23. April 1881 in Üsküp, heute Skopje; † 23. Juli 1973 in Ankara) war die erste professionelle Fotografin der Türkei. 

## Leben
Suman wurde 1881 als Tochter des Offiziers Salih Bey im damals osmanischen Skopje geboren. Im Jahr 1903 heiratete sie den Offizier İsmail Hakkı Bey, mit dem sie drei Kinder bekam. Ihr Sohn Nusret Suman wurde ein bekannter Bildhauer. Aufgrund der Balkankriege in den Jahren 1912/13 musste die Familie nach Anatolien fliehen. Auf der Flucht verlor Suman ihr viertes Kind nahe der ungarischen Grenze. Die Familie floh in das sichere Istanbul und ein Freund half ihnen vor dem herannahenden Konflikt zu einer Flucht nach Wien. Hier begann sich Suman näher mit der noch neuen Technologie des Fotografierens zu beschäftigen. Schon 1914 wurde ihr Mann allerdings zurück in die Türkei gerufen und die Familie ließ sich mit der Mutter und der Großmutter von İsmail Hakkı Bey mit drei Angestellten im Saitpaşa Mansion in Yıldız im Istanbuler Stadtviertel Beşiktaş nieder. Suman hatte ihre in Wien erworbene Kameraausrüstung mitgebracht und richtete sich auf dem Trockenboden ein kleines Studio ein.
Während des Ersten Weltkrieges diente Sumans Ehemann an der Front. Im türkischen Unabhängigkeitskrieg geriet die Familie in finanzielle Schwierigkeiten. 1919 war Suman kurz davor, das Familiensilber zu verkaufen, um die Familie ernähren zu können, entschloss sich aber dann zu einer anderen Lösung. Sie hing an der Hausfront ein großes Schild mit der Aufschrift „Türk Hanımlar Fotoğrafhanesi – Naciye“ (Türkisches Frauenfotoatelier – Naciye) auf und wurde so zur ersten muslimischen Fotografin des Landes, ein ungewöhnlicher Schritt in einer Zeit, in der Frauen nur selten arbeiteten. Bald hatte Suman zahlreiche Kundinnen, die ihren Männern an der Kriegsfront in ihren Briefen Fotos von sich mitschicken wollten. 1921 gab sie das Haus auf und zog in eine kleinere Wohnung. Mit dem Fotostudio bezog sie ein kleines Atelier in der Nähe und benannte es im selben Jahr in Kadınlar Dünyası (etwa: Die Welt der Frauen) um – benannt nach dem führenden Frauenmagazin jener Zeit. Neben Porträtaufnahmen und Hochzeitsfotos hielt Suman am Palast von Sultan Mehmed V. auch Vorträge über Fotografie. Mit dem Kriegsende trennte sich Suman von ihrem Ehemann und lebte von den Einnahmen ihres Fotostudios. 1930 wurde sie Großmutter und beschloss daraufhin, ihr Geschäft aufzugeben und mit ihrer Tochter nach Ankara zu ziehen. 1934 beschloss die türkische Regierung mit einem Gesetz, dass alle Staatsbürger Nachnamen tragen sollten. Naciye Hanım beschloss daraufhin, den Nachnamen Suman anzunehmen.
Suman starb 1973 in Ankara. Lange Zeit galten ihre Fotografien als verschollen. Der Sammlerin und Autorin Gülderen Bölük gelang es aber, sechs Postkarten mit dem Stempelaufdruck des Studios zu dokumentieren.